# Alien (Jonas Blue e Sabrina Carpenter)
Alien è un brano musicale collaborativo del DJ e produttore inglese Jonas Blue e della cantante statunitense Sabrina Carpenter. Il brano è stato pubblicato nel 2018 ed è incluso nelle edizioni giapponesi degli album Blue di Jonas Blue e Singular: Act I di Sabrina Carpenter.

## Antefatti
L'idea della canzone viene durante un incontro tra i due artisti a Londra. La canzone descrive come ci si sente ad essere persi nei sentimenti di qualcuno e come può essere alienante.

## Tracce
- Download digitale

1. Alien – 2:54

## Video musicale
È stato lanciato su Spotify un vertical music video, diretto da Alexandra Gavillet, il 16 marzo 2018.
Il videoclip della canzone, diretto da Carly Cusson, vede la partecipazione di Gina Carano, Chris Pratt, Mira Sorvino, Jeffrey Wright e Carla Gugino ed è uscito il 30 marzo 2018.